# Constantin Eretescu
Constantin Eretescu (* 21. Mai 1937 in Cetatea Albă, Bessarabien, Rumänien) ist ein rumänischer Volkskundler und Schriftsteller.

## Biografie
Constantin Eretescu besuchte das „Mihai Eminescu“-Lyzeum in Bukarest und studierte Philosophie an der Universität Bukarest, wurde aber 1957 aus politischen Gründen exmatrikuliert. Nachdem er einige Jahre als Gepäckträger am Bahnhof București Nord und als Topograf in Fieni gearbeitet hatte, wurde er wieder immatrikuliert, diesmal als Philologiestudent. Er schloss sein Studium 1961 ab, und promovierte 1976. Zwischen 1964 und 1979 arbeitete er als Forscher am Ethnografischen Institut in Bukarest, war aber 1971 Gastprofessor an der Indiana University, Bloomington, Vereinigte Staaten. 1980 wanderte er mit seiner Frau, Sanda Golopenția, in die Vereinigten Staaten aus. Zwischen 1986 und 1996 unterrichtete er Kulturanthropologie an der Rhode Island School of Design in Providence, Rhode Island.

## Werke (Auswahl)
- Noaptea, Roman, Hiatus, Providence, 1988
- Pensiunea Dina (Jurnal de emigrație), Editura Fundației Culturale Române, Bukarest, 1995
- În căutarea Alexandrei, Roman, Cartea Românească, Bukarest, 1999
- Dezvăluirile târzii ale unui pretins martor ocular, Theaterstück, Criterion Publishing, Atlanta, 2000
- Pasărea de fier și fluturii, nuvele, Cartea Românească, Bukarest, 2001
- Fețele lui Ianus. America văzută de aproape, Editura Fundației Culturale Române, Bukarest, 2001
- Party cu un ceas mai devreme, Roman, Universal Dalsi, Bukarest, 2001
- Periscop. Mărturiile unui venetic, Editura Eminescu, Bukarest, 2003
- Vrăjitoarea familiei și alte legende ale orașelor lumii de azi, Compania, Bukarest, 2003
- Folclorul literar al românilor. O privire contemporană, Compania, Bukarest, 2004
- Fata Pădurii și Omul Nopții. În compania ființelor supranaturale, Compania, Bukarest, 2007
- Știma Apei. Studii de mitologie și folclor, Editura Etnologică, Bukarest, 2007
- Uriașul Guguza și alte povești actuale, Casa Cărții de Știință, Cluj, 2007
- Visul lui Owen, Paideia, 2009
- Mission en Roumanie. Culegerea de folclor românesc a lui Hubert Pernot (1928), Academia Română, Fundația Națională pentru Știință și Artă, Bukarest, 2009
- Dragă Maria, roman epistolar, Criterion Publishing, Bukarest, 2009
- Cerbul din Cadillac. Folclor urban contemporan, Editura Etnologică, Bukarest, 2010
- Cu ochii în zare. Exilați, emigranți, pribegi, Paideia, Bukarest, 2011